# Giovanni Cimara
Giovanni Cimara (* 1. Februar 1889 in Rom; † 14. Dezember 1970 ebenda) war ein italienischer Schauspieler.

## Leben
Der Sohn des adligen Giuseppe Cimara und von Giovanna Putti und Bruder des ebenfalls schauspielernden Luigi hatte zunächst nur minderen Theatererfolg, bis er einen Kontrakt beim Ensemble von Ermete Zacconi unterzeichnete und anschließend mit Dina Galli spielte. Ab den 1930er Jahren war er häufiger Gast bei der Radiogesellschaft EIAR und ihren Stationen in Turin, Mailand, Rom und Florenz. Dabei wurde unter vielen anderen auch 1933 eine Inszenierung von Max Reinhardt mit Cimara als „Lisandro“ in Ein Sommernachtstraum aufgezeichnet. Auch nach dem Zweiten Weltkrieg spielte Cimara unter Riccardo Mantoni beim „Teatro Comico Musicale“ von Radio Rom.
Als Kinoschauspieler reichen Cimaras Anfänge bis 1913 zurück, als er mit der Produktionsgesellschaft „Latium“ einen Vertrag unterzeichnete und ein geschätzter Darsteller zahlreicher Stummfilme bei „Pasquali“, „Edison“, „Ambrosio“ (bis 1918), bei „Silentium“ und „Rodolfi“ (bis 1921) wurde. Unter seinen bedeutendsten Arbeiten dieses Zeitabschnittes befinden sich Le primule insaguinate von Giuseppe Giusti (1914), Ettore Fieramosca von Umberto Paradiso und Domenico Gaido (1915) und die beiden Melodramen Passione tsigana und La contessa Arsenia von Ernesto Maria Pasquali aus dem Jahr 1916. Auch der zweiteilige L'amante della luna (Achille Consalvi, 1919) und der dreiteilige Canaglia dorata (Guglielmo Zorzi – Autor auch des vorherigen –, 1921) gehören hier genannt. Seine Auftritte ab Mitte der 1920er Jahre und vor allem der Tonfilmzeit sind rarer und beschränken sich auf wenig bemerkenswerte Nebenrollen. Seine Rolle als Radiostar interpretierte er in Ecco la radio!, in dem er sich selbst spielte. Zweimal war der schlanke, braunhaarige Darsteller Gast in frühen Fernsehserien.
1946 unterrichtete Cimara Schauspiel an der „Libera Accademia d'Arte“ in Turin. Er war zweimal verheiratet: Nach der Schauspielerin beim Radio Lina Franceschi ehelichte er Paola Fiorentini.

## Filmografie (Auswahl)
- 1913: Capricci di gran signore
- 1914: Le primule insanguinate
- 1915: Ettore Fieramosca
- 1916: Passione tsigana
- 1916: La contessa Arsenia
- 1919: L'amante della luna
- 1921: Canaglia dorata
- 1928: La vena d'oro
- 1958: Camping